# Nkhata Bay
Nkhata Bay er en by i den nordlige del af Malawi, med et indbyggertal (pr. 2008) på cirka 15.000. Byen er hovedstad i et distrikt af samme navn, og ligger på breden af Malawisøen.